# Velký Beranov
Velký Beranov település Csehországban, a Jihlavai járásban. Velký Beranov Jamné, Jihlava, Puklice, Kozlov, Měšín, Luka nad Jihlavou és Malý Beranov településekkel határos. Lakosainak száma 1311 fő (2024. január 1.).

## Népesség
A település lakosságának változását az alábbi diagram mutatja:
| Lakosok száma | 742  | 940  | 1010 | 707  | 866  | 1192 | 1279 | 1283 | 1276 | 1311 |
|               | 1869 | 1890 | 1921 | 1950 | 1980 | 2001 | 2017 | 2019 | 2022 | 2024 |